# ABBA Live
ABBA Live — єдиний офіційний концертний альбом шведського гурту ABBA, випущений лейблом Polar Music в 1986 році. На час випуску популярність групи впала до рекордно низьких значень, і жоден з колишніх учасників квартету не брав участь в роботі над записами. Більше того, музиканти раніше планували випустити подібний альбом, але всі проекти були ними відкинуті.
ABBA Live переважно складається із записів 1979 року на Wembley Arena, доповнених виступами з австралійського турне 1977 року і телевізійного шоу Dick Cavett Meets ABBA (1981). Студійні доповнення, зроблені продюсером альбому і колишнім студійним інженером групи Майклом Третовом, в основному являли собою зроблений на синтезаторі біт і потужні баси, типові для музики другої половини 1980-х. Деякі пісні зазнали значніших змін: так, концертний запис «Does Your Mother Know» (1979) був скорочений на п'ять хвилин через те, що ця пісня виконувалася разом з «Hole In Your Soul».
В той же час на альбом не були поміщені записи, які група виконувала тільки на концертах («I Am An A», «Get On The Carousel», «I’m Still Alive», а також оригінальні версії пісень з міні-мюзиклу The Girl with the Golden Hair: «Thank You For The Music», «I Wonder (Departure)» і «I’m A Marionette».
ABBA Live був не дуже успішний в комерційному відношенні: у Швеції вищої позицією альбому стала 49-я, і альбом протримався в хіт-параді лише два тижні. У Бельгії альбом досяг 39-й позиції в хіт-параді альбомів; в Австралії, де середина 70-х була відзначена повним домінуванням групи в хіт-парадах, слухачі придбали менше 8 тисяч копій альбому.

## Список композицій
| назва                                         | тривалість | автори                       | час запису    | місце запису           |
| Сторона А                                     | Сторона А  | Сторона А                    | Сторона А     | Сторона А              |
| --------------------------------------------- | ---------- | ---------------------------- | ------------- | ---------------------- |
| «Dancing Queen»                               | 3:42       | Андерсон, Андерссон, Ульвеус | листопад 1979 | Уемблі Арена           |
| «Take a Chance on Me»                         | 4:22       | Андерссон, Ульвеус           | листопад 1979 | Уемблі Арена           |
| «I Have A Dream»                              | 4:23       | Андерссон, Ульвеус           | листопад 1979 | Уемблі Арена           |
| «Does Your Mother Know»                       | 4:09       | Андерссон, Ульвеус           | листопад 1979 | Уемблі Арена           |
| «Chiquitita»                                  | 5:21       | Андерссон, Ульвеус           | листопад 1979 | Уемблі Арена           |
| Сторона Б                                     |            |                              |               |                        |
| «Thank You for the Music (пісня)»             | 3:40       | Андерссон, Ульвеус           | листопад 1979 | Уемблі Арена           |
| «Two for the Price of One»                    | 3:31       | Андерссон, Ульвеус           | квітень 1981  | Dick Cavett Meets ABBA |
| «Fernando»                                    | 5:22       | Андерсон, Андерссон, Ульвеус | березень 1977 | австралийское турне    |
| «Gimme! Gimme! Gimme! (A Man After Midnight)» | 3:17       | Андерссон, Ульвеус           | квітень 1981  | Dick Cavett Meets ABBA |
| «Super Trouper»                               | 4:23       | Андерссон, Ульвеус           | квітень 1981  | Dick Cavett Meets ABBA |
| «Waterloo»                                    | 3:34       | Андерссон, Ульвеус           | листопад 1979 | Уемблі Арена           |
| Бонус-треки на CD                             |            |                              |               |                        |
| «Money, Money, Money»                         | 3:20       | Андерссон, Ульвеус           | березень 1977 | австралийское турне    |
| «The Name of the Game» / «Eagle»              | 9:37       | Андерсон, Андерссон, Ульвеус | листопад 1979 | Уемблі Арена           |
| «On and On and On»                            | 4:01       | Андерссон, Ульвеус           | квітень 1981  | Dick Cavett Meets ABBA |

## У записі брали участь
- Вокал: Агнета Фельтскуг, Анні-Фрід Лінгстад, Бьорн Ульвеус
- Бас-гітара: Рутгер Гуннарссон
- Гітара: Лассе Велландер, Бьорн Ульвеус
- Ударні: Ола Брункерт
- Клавіші: Бенні Андерссон